# 多聞院 (印西市)
多聞院（たもんいん）は、千葉県印西市松崎にある天台宗の寺院。山号は普光山。寺号は長安寺。本尊は毘沙門天。

## 歴史
この寺は、正応年間（1288年 - 1293年）法達の開山により創建されたと伝えられる。明治に入ると船穂尋常小学校（現在の印西市立船穂小学校）の校舎として使用された時期もある。

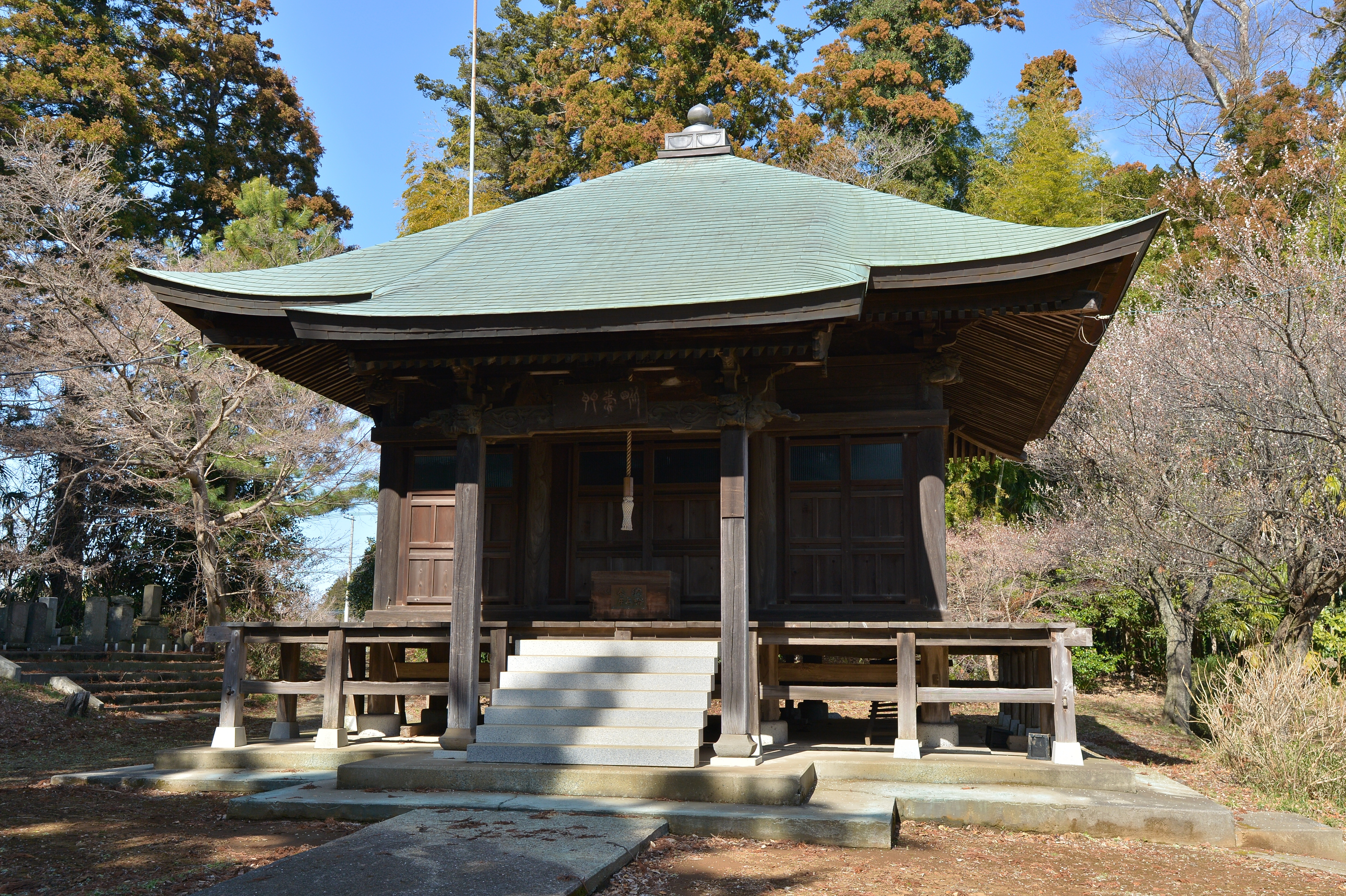
本堂
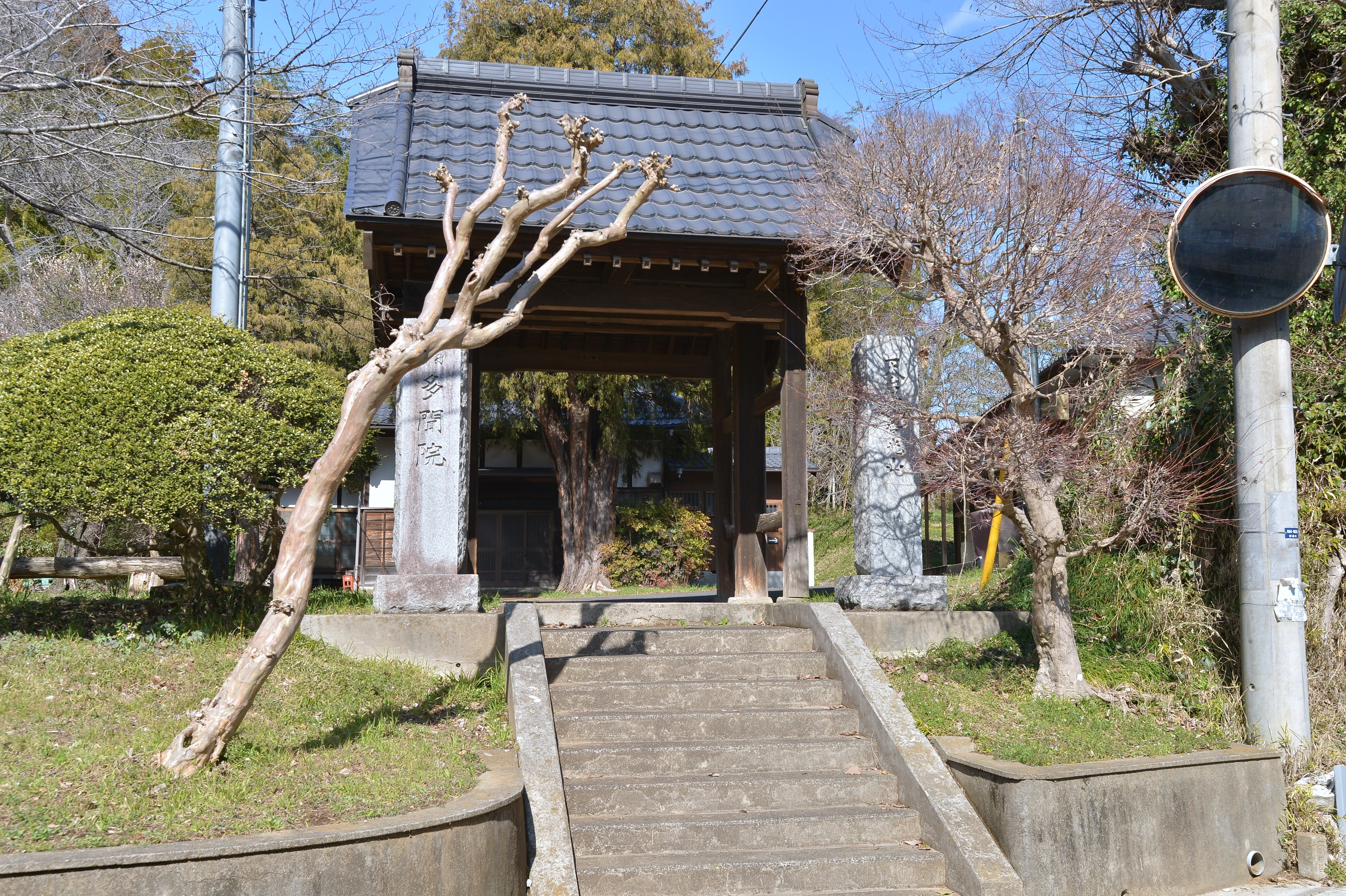
山門
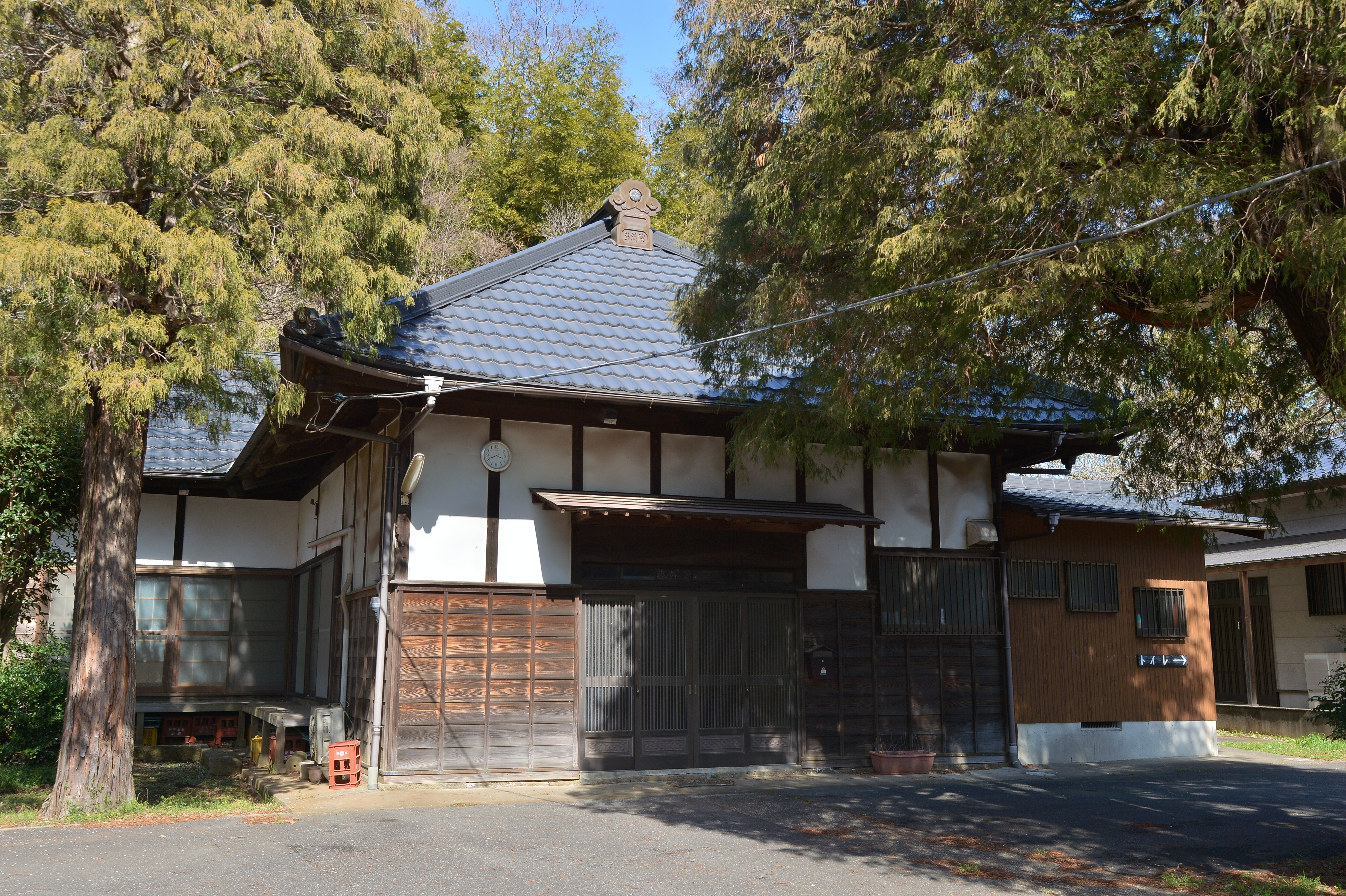
客殿

## 文化財
- 千葉県指定有形文化財
  - 毘沙門天及び両脇侍立像

## 所在地
- 千葉県印西市松崎396